# Echiodon exsilium
Echiodon exsilium är en fiskart som beskrevs av Rosenblatt, 1961. Echiodon exsilium ingår i släktet Echiodon och familjen nålfiskar. IUCN kategoriserar arten globalt som livskraftig. Inga underarter finns listade i Catalogue of Life.